# Manchester by the Sea
Manchester by the Sea è un film del 2016 scritto e diretto da Kenneth Lonergan.
Tra gli interpreti principali figurano Casey Affleck, Michelle Williams, Kyle Chandler e Lucas Hedges.

## Trama
Lee Chandler conduce una vita riservata e solitaria a Boston, dove lavora come portinaio e tuttofare. Un giorno riceve la notizia che suo fratello Joe ha avuto un attacco cardiaco e torna rapidamente nella sua città natale, Manchester-by-the-Sea, dove riesce però ad arrivare solo dopo la morte di Joe. Lee rimane a Manchester per organizzare il funerale e per stare accanto al nipote sedicenne Patrick, figlio di Joe, del quale scopre di essere stato nominato tutore. Lee accetta con riluttanza di assumersi le responsabilità del ruolo, che svolge in assenza di alternative.
Lee si trasferisce a casa del fratello per permettere a Patrick di proseguire con le proprie abitudini, almeno fino all'estate, quando vorrebbe che entrambi traslocassero a Boston. Il nipote però osteggia tale soluzione, che diventa motivo di contrasto. A ogni modo, i due sono forzati dagli eventi a ristabilire un difficile rapporto: Patrick ha le sue problematiche adolescenziali rese più amare dalla morte del padre, e Lee, a causa della sua costante depressione, si trova incapace di gestirle.
Attraverso una serie di flashback, frattanto, viene ricostruito il passato di Lee: egli una volta viveva felicemente nella cittadina insieme a sua moglie Randi e ai loro tre bambini, finché un giorno, a causa di una sua disattenzione mentre era ubriaco, causò l'incendio della loro casa nel quale perirono i figli. Sebbene la polizia non avesse ritenuto opportuno procedere nei suoi confronti, il senso di colpa aveva spinto Lee a tentare il suicidio. Randi inoltre lo aveva lasciato, incolpandolo violentemente della morte dei bambini. Lui allora si era trasferito a Boston, per vivere una vita di depressione e solitudine.
La drammatica vicenda è ancora terribilmente viva nella memoria degli abitanti della cittadina e Lee non riesce a trovare un lavoro. Lee stesso è frequentemente distratto dai ricordi che Manchester richiama alla sua mente. Un giorno, Lee incontra Randi con il suo bambino appena nato. Lei esprime rimorso per il trattamento riservatogli durante il divorzio, gli chiede di pranzare insieme e ammette di amarlo. Lee sente però di non meritarselo.  Quando lei insiste affinché si riconnettano e lo supplica di non "morire e basta", Lee è sopraffatto dall'emozione e deve andarsene prima di crollare.
Sconvolto, Lee si ubriaca in un bar, litiga con estranei e viene messo fuori combattimento.  Si sveglia nel soggiorno di George, l'amico di Joe, scoppia in lacrime e comprende di aver raggiunto il proprio punto di rottura. A casa, Patrick mostra deferenza a suo zio dopo aver visto il suo stato malconcio e le foto dei suoi figli deceduti. Lee fa in modo che George e sua moglie adottino Patrick in modo che possa rimanere a Manchester mentre Lee trova lavoro a Boston. 
Durante una passeggiata dopo il servizio funebre di Joe, Lee dice a Patrick che sta cercando una residenza a Boston con una stanza in più in modo che Patrick possa fargli visita quando vuole.  Nella scena finale, Lee e Patrick vanno a pescare sulla barca ristrutturata di Joe, che Patrick ha ereditato.

## Distribuzione
Il 23 gennaio 2016 il film è stato presentato in anteprima al Sundance Film Festival 2016. Successivamente è stato presentato ad altri festival cinematografici come Telluride Film Festival, Festa del Cinema di Roma, Toronto International Film Festival ed al London Film Festival.
È stato distribuito nelle sale cinematografiche statunitensi a partire dal 18 novembre 2016, incassando 78 milioni di dollari globalmente, mentre il film è arrivato nelle sale italiane il 16 febbraio 2017, incassando 1.700.000 euro.

## Riconoscimenti
- 2017 - Premio Oscar
  - Miglior attore protagonista a Casey Affleck
  - Miglior sceneggiatura originale a Kenneth Lonergan
  - Candidatura per il Miglior film
  - Candidatura per la Miglior regia a Kenneth Lonergan
  - Candidatura per il Miglior attore non protagonista a Lucas Hedges
  - Candidatura per la Miglior attrice non protagonista a Michelle Williams
- 2017 - Golden Globe
  - Migliore attore in un film drammatico a Casey Affleck
  - Candidatura per il Miglior film drammatico
  - Candidatura per il Miglior regista a Kenneth Lonergan
  - Candidatura per la Migliore attrice non protagonista a Michelle Williams
  - Candidatura per la Migliore sceneggiatura a Kenneth Lonergan
- 2017 - Premio BAFTA
  - Miglior attore protagonista a Casey Affleck
  - Miglior sceneggiatura originale a Kenneth Lonergan
  - Candidatura per il Miglior film
  - Candidatura per il Miglior regista a Kenneth Lonergan
  - Candidatura per la Miglior attrice non protagonista a Michelle Williams
  - Candidatura per il Miglior montaggio a Jennifer Lame
- 2017 - Screen Actors Guild Awards
  - Candidatura per il Miglior attore protagonista a Casey Affleck
  - Candidatura per il Miglior attore non protagonista a Lucas Hedges
  - Candidatura per la Miglior attrice non protagonista a Michelle Williams
  - Candidatura per il Miglior cast
- 2016 - Hollywood Film Awards
  - Sceneggiatore dell'anno a Kenneth Lonergan
- 2016 - British Independent Film Awards
  - Candidatura al Miglior film indipendente internazionale
- 2016 - Gotham Independent Film Awards
  - Miglior attore a Casey Affleck
  - Candidatura per il Miglior film
  - Candidatura per la Miglior sceneggiatura a Kenneth Lonergan
  - Candidatura per il Miglior attore rivelazione a Lucas Hedges
  - Candidatura per il Premio del pubblico

- 2016 - National Board of Review Awards
  - Miglior film
  - Miglior attore a Casey Affleck
  - Miglior sceneggiatura originale a Kenneth Lonergan
  - Miglior rivelazione maschile a Lucas Hedges
- 2016 - American Film Institute
  - Migliori dieci film dell'anno
- 2016 - San Diego Film Critics Society Awards
  - Miglior attore a Casey Affleck
  - Miglior attrice non protagonista a Michelle Williams
  - Candidatura per il Miglior film
  - Candidatura per il Miglior regista a 	Kenneth Lonergan
  - Candidatura per la Miglior sceneggiatura originale a Kenneth Lonergan
  - Candidatura per il Miglior emergente a Lucas Hedges
- 2017 - National Society of Film Critics
  - Miglior attore a Casey Affleck
  - Migliore attrice non protagonista a Michelle Williams
  - Miglior sceneggiatura originale a Kenneth Lonergan
- 2017 - Independent Spirit Awards
  - Miglior attore protagonista a Casey Affleck
  - Candidatura per il Miglior film
  - Candidatura per la Miglior sceneggiatura a Kenneth Lonergan
  - Candidatura per il Miglior attore non protagonista a Lucas Hedges
  - Candidatura per il Miglior montaggio a Jennifer Lame
- 2017 - Satellite Awards
  - Miglior film
  - Miglior regista a Kenneth Lonergan
  - Candidatura per il Miglior attore a Casey Affleck
  - Candidatura per il Miglior attore non protagonista a Lucas Hedges
  - Candidatura per la Migliore attrice non protagonista a Michelle Williams
  - Candidatura per la Miglior sceneggiatura originale a Kenneth Lonergan
  - Candidatura per la Miglior colonna sonora originale a Lesley Barber
- 2017 - Writers Guild of America Award
  - Candidatura per la Miglior sceneggiatura originale
- 2017 - Directors Guild of America Award[3]
  - Candidatura per il Miglior regista cinematografico a Kenneth Lonergan
- 2018 - David di Donatello[4]
  - Candidatura per il Miglior film straniero